# Candida tropicalis
Espèce
Candida tropicalis est une espèce de levures de la famille des Debaryomycetaceae.

## Liste des variétés
Selon MycoBank (22 novembre 2023) :
- Candida tropicalis var. lambica (F.C. Harrison) Diddens & Lodder, 1942
- Candida tropicalis var. rhagii Diddens & Lodder, 1942
- Candida tropicalis var. tropicalis

## Taxonomie
Le nom correct complet (avec auteur) de ce taxon est Candida tropicalis (Castell.) Berkhout, 1923.
L'espèce a été initialement classée dans le genre Oidium sous le basionyme Oidium tropicale Castell., 1910.
Candida tropicalis a  de très nombreux synonymes :
- Atelosaccharomyces tropicalis (Castell.) Mello, 1918
- Blastodendrion irritans Mattlet, 1926
- Candida albicans var. tropicalis (Castell.) Cif., 1960
- Candida benhamiae E.K. Novák & Vitéz, 1964
- Candida benhamii E.K. Novák & Vitéz (1964), 1964
- Candida bimundalis var. chlamydospora Nowak.-Waszcz. & Pietka, 1983
- Candida insolita Redaelli, 1930
- Candida paratropicalis J.G. Baker, 1981
- Candida tropicalis var. tropicalis
- Candida vulgaris Berkhout, 1923
- Castellania burgesii (Castell.) C.W. Dodge (1935), 1935
- Castellania tropicalis (Castell.) C.W. Dodge, 1935
- Cryptococcus interdigitalis Pollacci & Nann., 1926
- Cryptococcus mattletii Nann., 1934
- Endomyces bronchialis Castell., 1912
- Endomyces burgesii Castell. (1912), 1912
- Endomyces burgessii Castell., 1913
- Endomyces cruzii Mello & Paes, 1918
- Endomyces enterica Castell. (1912), 1912
- Endomyces entericus Castell., 1912
- Endomyces insolitus Castell., 1912
- Endomyces niveus Castell., 1912
- Endomyces paratropicalis Castell., 1911
- Endomyces perryi Castell., 1913
- Endomyces tropicalis (Castell.) Castell., 1911
- Geotrichum vulgaris (Berkhout) Langeron & Talice, 1932
- Monilia aegyptiaca Khoury, 1932
- Monilia argentina Vivoli, Avell. & De Barb., 1932
- Monilia burgesii (Castell.) Castell. & Chalm. (1913), 1913
- Monilia burgessi (Castell.) Castell. & Chalm. (1913), 1913
- Monilia candida Bonord., 1851
- Monilia candida E.C. Hansen, 1888
- Monilia kefyr (?)
- Monilia metatropicalis Castell., 1919
- Monilia murmanica Plevako & Cheban, 1935
- Monilia pseudobronchialis Castell., 1919
- Monilia tropicalis (Castell.) Castell. & Chalm., 1919
- Myceloblastanon tropicale (Castell.) M. Ota, 1927
- Mycoderma issavi Mattlet, 1926
- Mycotorula dimorpha Redaelli & Cif., 1935
- Mycotorula japonica Yamaguchi, 1943
- Mycotorula trimorpha Redaelli & Cif., 1935
- Mycotorula tropicalis (Castell.) Cif. & Redaelli, 1943
- Oidium tropicale Castell., 1910
- Parasaccharomyces candidus H.W. Anderson, 1917
- Parasaccharomyces talicei C.W. Dodge, 1935
- Parasaccharomyces taticei C.W. Dodge (1935), 1935
- Parendomyces perryii (Castell.) C.W. Dodge (1935), 1935
- Procandida tropicalis (Castell.) E.K. Novák & Zsolt, 1961
- Pseudomonilia miso-alpha Mogi (?)
- Saccharomyces linguae-pilosae Lucet, 1901
- Saccharomyces pleomorphus Lodder, 1932
- Torulopsis candida var. nitratophila Nowak.-Waszcz. & Pietka, 1983
- Torulopsis tonsillae Carn.-Ricci & Redaelli, 1926

## Publication originale
- C.M. Berkhout, C.M., De schimmelgeslachten Monilia, Oidium, Oospora en Torula, 1923, p. 1-71